# Bloc Party
Bloc Party er et engelsk post punkrockband dannet i London i 1999 under navnet Union. Skiftede i 2003 navn til Bloc Party. Udgav i 2005 albummet Silent Alarm, som blev kåret som "Album of the Year" af det engelske musikmagasin NME. I 2007 udsendte de albummet A Weekend In The City, med førstesinglen The Prayer. Deres 3. album, Intimacy, udkom i oktober 2008.
Bloc Partys musik er blevet sammenlignet med andre generations-fæller som Franz Ferdinand og Razorlight, men også med en række af 80'ernes post-punk-koryfæer: Okerekes sangstil vækker nemlig minder om The Cure, gruppens brug af bas/tromme kan minde om Gang of Four og omslagsfotoet på gruppens debutalbum, Silent Alarm, leder med sit foto af et øde, sneklædt vinterlandskab uvilkårligt tankerne hen på Joy Division.

## Historie
Kimene til Bloc Party blev sået i 1991, da Kele Okereke og Russell Lissack mødte hinanden under årets Reading Festival.
Da bassisten Gordon Moakes kom til året efter, begyndte gruppen at øve sammen under navnet Angel Range. Gruppen havde skiftende trommeslagere, indtil Matt Tong kom til i starten af 2003. Samme år skiftede gruppen atter navn, først til Union, siden til Bloc Party.
I starten af 2004 udkom gruppens debut-single i 500 eksemplarer, og tre måneder senere udkom endnu en single, "Banquet". Begge disse numre blev siden blevet samlet på en EP.
Efterhånden begyndte gruppen at vække en vis opsigt i den engelske musikpresse, og den tredje single, "Little Thoughts", opnåede en placering på den engelske Top 40.
I juli 2004 drog gruppen til Thomas Troelsens Deltalab studie i København for at indspille debutalbummet med Paul Epworth som producer.
Albummet blev ved udgangen af 2005 kårets som 'Album of the Year' af det indflydelsesrige engelske musiktidsskrift NME. I februar 2007 udkom bandets anden fuldlængde, A Weekend in the City.
De har blandt andet optrådt på Roskildefestivalen, i 2005.

## Medlemmer
Timeline

## Diskografi

### Studiealbum
- Silent Alarm (2005)
- A Weekend in the City (2007)
- Intimacy (2008)
- Four (2012)
- Hymns (2016)
- Alpha Games (2022)

### EP'er
- Bloc Party E.P. (V2 Records, 2004)